# Новиаль
Новиаль (новиал) — проект международного искусственного языка, предложенный в 1928 году датским лингвистом Отто Есперсеном.
Этот проект являлся продолжением развития идо, но был полностью переработан. По своим лингвистическим характеристикам он далеко отошёл и от идо и, тем более, от эсперанто. Автор, некогда принимавший участие в создании идо, в новом проекте стремился совместить логичность идо с натуралистичностью окциденталя.

## Алфавит, произношение и ударение
Используется система письма, в целом сходная с идо. О. Есперсен обращает мало внимания на стандартизацию произношения и допускает многочисленные вариации, особенно в отношении диграфов. Буква s может всегда звучать как [s] или озвончаться между гласными, как во многих европейских языках. Буквы w и z — только в именах собственных. Буквы c и q также в диграфах, присутствующих в словах самого новиаля. Диграфы ch и sh читаются как [ʧ] или [ʃ], qu как [ku]/[kw]/[kv] или [k]. Ударение падает на гласный перед последним согласным, но односогласные окончания, вроде -s, не меняют места ударения.

## Лексика
Лексика новиаля основывается преимущественно на лексике западноевропейских языков. Её основой служат слова международные или распространённые в нескольких языках. В целом она близка к лексике эсперанто и особенно идо.
Подобно создателям идиом-неутраля, при подборе корней О. Есперсен пытался определить наиболее распространённые формы посредством подсчёта языков, в которых они встречаются, но при этом не включал в подсчёты латынь и старался учитывать количество говорящих и корни, известные через другие слова языка.

## Грамматика

### Словообразование
Новиаль является гипосхематическим языком. В отличие от эсперанто и идо, все его суффиксы заимствованы из естественных языков. Однако, в отличие от окциденталя, используются не по образцу языков-источников, а по правилам самого новиаля.

### Словоизменение
В отличие от идо, заимствующего из эсперанто суффиксы для обозначения частей речи (эсп. и идо. -o существительное, -a прилагательное, -e производное наречие и др.), в новиале эта система оказалась сильно видоизменена и фактически ликвидирована. Обязательное окончание есть только у прилагательных и производных наречий, остальные части речи могут оканчиваться различным образом в зависимости от других условий.

### Артикль
Определённый артикль — li.
Неопределённого артикля нет, но числительное un может выражать неопределённость.

### Существительное
Большая часть существительных оканчивается на -e. Одушевлённые существительные, обозначающие только мужчин, оканчиваются на -o, а обозначающие только женщин — на -a. Ряд существительных оканчивается на другие гласные (например, manu рука).
Множественное число обозначается суффиксом -s (после u или согласного -es).
Подлежащее и дополнение обычно различаются посредством порядка слов, остальные падежные значения выражаются предлогами.

### Прилагательное
Прилагательные новиаля оканчиваются на -i (его можно отбросить, если это не мешает удобопроизносимости и благозвучию).
Как и в идо, прилагательные полностью неизменяемы.
Степени сравнения образуются путём прибавления соответствующих наречий. (Plu — больше, maxim — наибольший и др.) Например, plu boni, kam — лучше, чем; maxim boni — наилучший.

### Числительные
| 1  | 2  | 3   | 4    | 5    | 6   | 7   | 8  | 9   | 10  | 11    | 20     | 100  | 121            | 200     | 1 000 | 409 987                              | миллион | миллиард |
| un | du | tri | quar | sink | six | set | ot | nin | dek | dekun | duanti | sent | sent duanti un | du sent | mil   | quar sent nin mil ninsent otanti set | milione | miliarde |
| -- | -- | --- | ---- | ---- | --- | --- | -- | --- | --- | ----- | ------ | ---- | -------------- | ------- | ----- | ------------------------------------ | ------- | -------- |

### Глагол
Система времён глагола и образование их форм калькирует английский язык.
Глаголы в инфинитиве не имеют окончаний (оканчиваются на тематический гласный основы: -a, -e, -i, -u в порядке убывания). Если необходимо, перед инфинитивом может ставиться частица tu.
Существует только два причастия: активное на -nt и пассивное на -t (amant — любящий, amat — любимый). После основ на i, u или согласный перед -nt вставляется e.
Изменение глагола по числам, лицам или родам отсутствует.
Настоящее время совпадает с инфинитивом (Me ama vu. — Я вас люблю.).
Прошедшее образуется при помощи суффикса -d (после u, i или согласного -ed) или вспомогательного глагола did + инфинитив. Формы равнозначны. (Me amad vu. или Me did ama vu. — Я вас любил.)
Будущее образуется при помощи глагола sal + инфинитив.
Комбинация ha + инфинитив даёт перфект, а комбинация had + инфинитив — плюсквамперфект. При помощи sal ha + инфинитив — предбудущее.
Сослагательное наклонение образуется при помощи вспомогательного глагола vud + инфинитив. При помощи vud ha + инфинитив образуется перфект сослагательного наклонения.
При помощи конструкции bli + инфинитив образуется пассив становления (Me bli nultem konvikte per lon argumentes. — Меня никогда не убедят эти аргументы.) es + пассивное причастие — пассив состояния (Me es konviket ke lo es mentiere. — Я убеждён, что он лжец.)
Повелительное наклонение совпадает с инфинитивом. Могут использоваться частицы let давайте и mey пусть.
Действует правило согласования времён, как и в английском. Для будущего в прошедшем используется конструкция saled + инфинитив.

### Наречие
Большинство наречий оканчивается на -im.

## Использование
Появление новиаля вызвало хаос в идо-движении, так как новиаль позиционировался как «улучшенный идо». Произошло то же, что с эсперанто, только в меньшем масштабе: часть идистов перешла на новиаль, другие остались верны идо.
Со смертью Есперсена в 1943 году новиаль постепенно вышел из употребления. Интерес к этому плановому языку стал возрождаться лишь в 1990-х годах.
Существует раздел Википедии на языке новиаль, где на нём написано примерно 1873 статей.

## Примеры
- Tes kel kreda ke lingue mus omnilok e omnitem disfala en nombre de dialektes, oblive li maxim importanti lege de linguali biologia, nomim ke konstanti interkomunikatione krea linguali uneso

(Те, кто считают, что [международный] язык в любом месте и в любое время распадётся на ряд диалектов, забывают важнейший закон языковой биологии, а именно, что постоянное взаимное общение создаёт единство языка)
«Отче наш»:
| Новиаль | Идо | Эсперанто |
| --- | --- | --- |
| Nusen Patro kel es in siele, mey vun nome bli sanktifika, mey vun regno veni, mey vun volio eventa sur tere kom in siele. Dona a nus disdi li omnidiali pane, e pardona a nus nusen ofensos kom anke nus pardona a nusen ofensantes, e non dukte nus en li tento ma fika nus liberi fro li malum. | Patro nia qua esas en la cielo, Vua nomo esez santigata; Vua regno arivez; Vua volo esez obediata, Quale en la cielo, tale sur la tero. Nia singladi’ panon donez a ni cadie, E remisez a ni nia debaji, Quale anke ni remisas a nia debanti, E ne duktez ni aden la tenteso, Ma liberigez ni del malajo. | Patro nia, kiu estas en la ĉielo, sanktigata estu via nomo. Venu via Regno. Fariĝu via volo, kiel en la ĉielo tiel ankaŭ sur la tero. Nian panon ĉiutagan donu al ni hodiaŭ kaj pardonu al ni niajn ŝuldojn, kiel ankaŭ ni pardonas al niaj ŝuldantoj. Kaj ne konduku nin en tenton, sed liberigu nin de la malbono. |